# Glenognatha minuta
Glenognatha minuta là một loài nhện trong họ Tetragnathidae.
Loài này thuộc chi Glenognatha. Glenognatha minuta được miêu tả năm 1898 bởi Banks.